# گونتر لامپرشت
گونتر لامپرشت (انگلیسی: Günter Lamprecht؛ زادهٔ ۲۱ ژانویهٔ ۱۹۳۰) یک هنرپیشه اهل آلمان است.
از فیلم‌ها یا برنامه‌های تلویزیونی که وی در آن نقش داشته است می‌توان به کشتی اشاره کرد.